# Flavius Optatus
Flavius Optatus (mort en septembre 337) est un sénateur romain qui est nommé consul en 334. Il est peut-être parent avec l'empereur Constantin Ier.

## Biographie
Optatus est à l'origine un rhétoricien (ou selon Libanios, un "professeur de lettres"). Il est le tuteur de Licinius le Jeune, le fils de l'empereur Licinius. L'épouse d'Optatus est la fille d'un aubergiste de Paphlagonie. Il est peut-être parent avec Hélène, la mère de Constantin. Un de ses deux beaux-frères est le père de Optat de Milève[réf. nécessaire].
Selon Eusèbe de Césarée, une sœur de Flavius Optatus ou encore une fille de Flavius Optatus a peut-être été l'épouse de Constantin,.
Optatus est un des premiers à recevoir le titre restauré de patrice de l'empereur Constantin Ier, soit en signe de son changement de statut à la cour, soit en raison de ses liens familiaux avec la famille impériale,. Il a mené sa carrière habilement au sein de la cour impériale pour être finalement nommé consul aux côtés de Amnius Anicius Paulinus en 334. Selon Libanios, qui affirme qu'après la chute de Licinius en 324, Optatus doit être resté à la cour impériale grâce à son épouse, qui aurait accordé ses faveurs dans le but d'aider son mari à progresser dans sa carrière.
Optatus meurt en 337 dans la purge qu'a subi la cour et la famille impériale par les fils de Constantin, purge qui a conduit aux décès de Julius Constantius et Dalmatius.